# Краснодарський край — Серпухов
Краснодарський край – Серпухов – трубопровід, споруджений в СРСР для подачі блакитного палива з Передкавказзя до столиці країни. Наразі в основному є частиною газотранспортного коридору Північний Кавказ – Центр.
Поставки газу з Передкавказзя до російської столиці почались у 1956-му із запуском трубопроводу Ставрополь – Москва, ресурсною базою якого було гігантське Північно-Ставропольське родовище. У сусідньому зі Ставропіллям Краснодарському краї не виявилось його аналогів, проте тут відкрили цілий ряд родовищ із доволі значними сукупними запасами, що створило передумови для поставок у московському напрямку. Вони розпочались у 1959-му за рахунок ресурсу із Канєвського та Ленінградського родовищ, при цьому між ними проклали три десятки кілометрів газопроводу діаметром 500 мм, тоді як від Ленінградського родовища спорудили трубопровід діаметром 700 мм до Ростова. У останньому природний газ передавали до вже згаданого трубопроводу Ставрополь-Москва. 
Найближчими часом були введені в розробку розташовані дещо південніше Березаньське та Майкопське родовища, для видачі продукції яких до 1964-го стали до ладу дві нитки газопроводу Майкоп – Ростов діаметром 1000 мм та 800 мм. При цьому в 1961-му на ділянці від Ростова до Москви (точніше, до розташованого на її південному обводі Серпухова) ввели в експлуатацію додаткову нитку діаметром 1000 мму, що дало змогу говорити про створення нової системи Краснодарський край – Серпухов. В 1965-му стала до ладу друга нитка від Ростова до Серпухова (її спорудження почалось із серії лупінгів довжиною 207 км між Ростовом та Чорною Калитвою, яка була введена роком раніше та дозволила збільшити обсяги транспортування ще до завершення робіт на всій дистанції) .
Довжина маршруту від Ростова становила біля 1000 км, всього ж загальна протяжність трубопроводів системи Краснодарський край – Серпухов рахувалась як 1773 км. Вона працювала із робочим тиском у 5,4 МПа, для підтримки якого вводились компресорні станції – Майкопська (1971), Березанська (1965), Кущевська (1966, знаходиться в місці сходження в один коридор газопроводів Ленінградська – Ростов та Майкоп – Ростов). Наступні компресорні станції в Аксаї (на околиці Ростова), Ново-Дар’ївці, Луганську, Новопскові (всі три на території України), Острогозьку, Семилуках (на околиці Воронежу), Єльці, Щокіно були спільними для трубопроводів Краснодарський край – Серпухов та Ставрополь – Москва, котрі прямували у одному коридорі та почали розглядатись як складові єдиної газотранспортної системи Північний Кавказ – Центр.
У другій половині 1966-го через компресорну станцію Кущевська проходило кілька десятків млн м3 на добу. Втім, вже невдовзі видобуток на Кубані став стрімко падати, оскільки так і не вдалось відкрити нових значних родовищ (крім того, неоптимальні режими експлуатації, спрямовані на якнайшвидше вилучення запасів, призвели до проривів води та втрати значної частини ресурсу). У підсумку напрямок руху майже всіх кубанських газопроводів довелось реверсувати і тепер вони транспортували споживачам Краснодарського краю блакитне паливо середньоазійського, південноуральського та сибірського походження, котре надходило до Ростову по так само реверсованій системі Північний Кавказ – Центр. 
Протранспортований по трубопроводах Ростов – Майкоп та Ростов – Ленінградська у південному напрямку ресурс, зокрема, передається до системи газпроводів Майкоп/Березанська – Краснодар – Новоросійськ, трубопроводу Майкоп – Самурська – Сочі, Кущевського та Краснодарського підземних сховищ, газопроводу Ленінградська – Єйськ.